# Intershop

Logo d'Intershop.

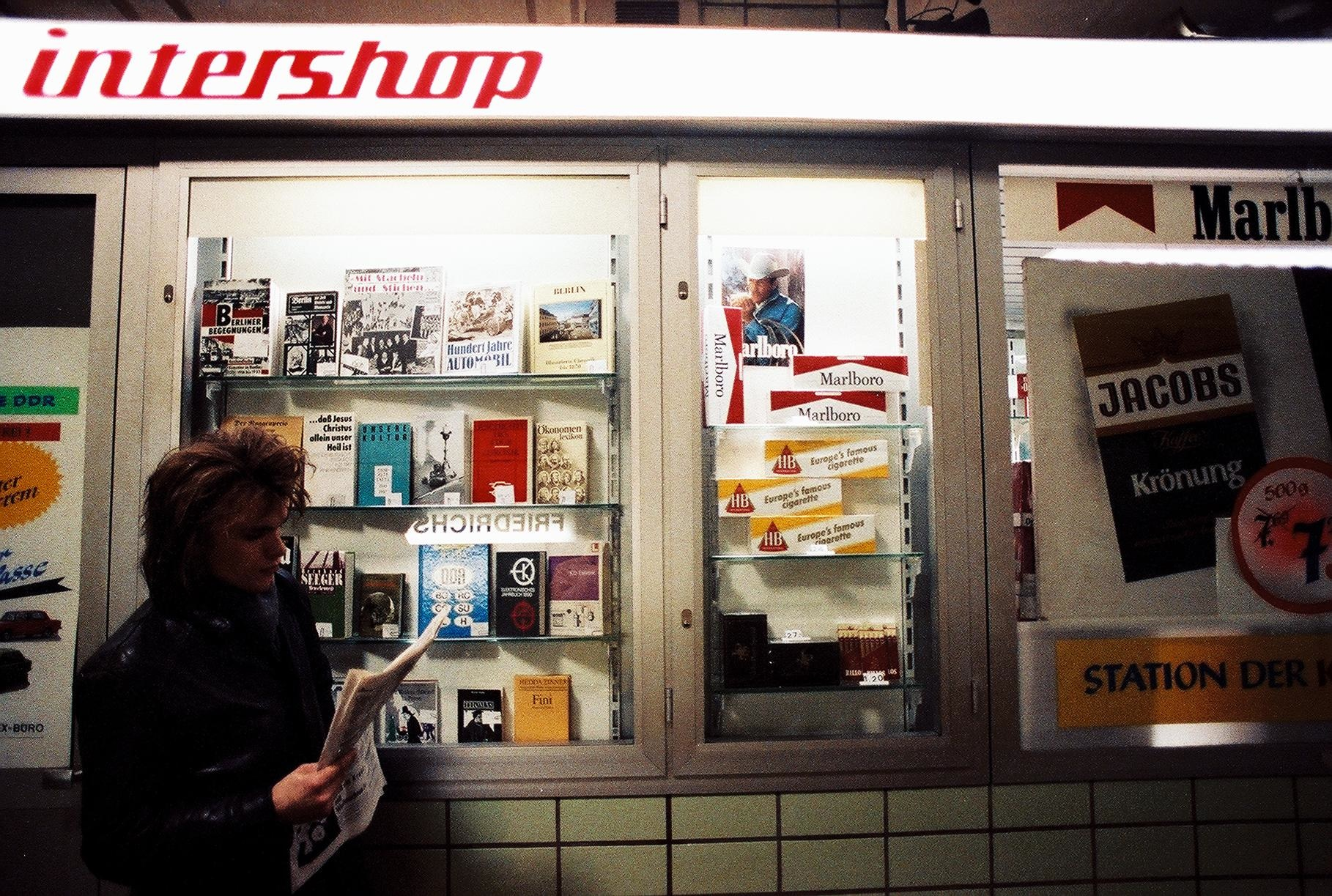
LIntershop de la gare de Berlin Friedrichstraße, vers 1990. C'est le seul à présenter une devanture.

Intershop était une chaîne de magasins de la République démocratique allemande créée en 1962 et dissoute en 1990 qui vendait pour des devises des biens de consommation de qualité, souvent indisponibles pour la majorité de la population.

## Histoire

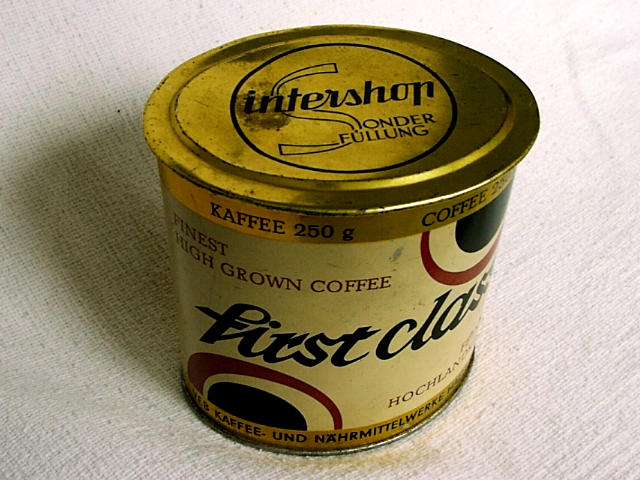
Du café de qualité, vendu aux Intershops.

La société Intershop est fondée le 14 décembre 1962 : c'est une entreprise étatique dont le rôle est d'apporter des devises à la RDA. Le pays était à ce moment-là en tel manque que même de faibles montants de devises étaient nécessaires à l'Allemagne de l'Est. Ses clients originels sont les touristes et les étrangers en transit. Les premiers points de vente ouvrent à la gare de Berlin Friedrichstraße et vendent des cigarettes à un prix bien inférieur à celui de Berlin Ouest. Petit à petit, de l'alcool et d'autres biens sont également disponibles. Pour l'année 1962, les ventes atteignent 1 million de Deutsche Mark.
À l'origine, Intershop a été organisée comme une division de la Mitropa, société qui fournit les services de restauration à la Deutsche Reichsbahn. Avec l'arrivée des premiers Interhotels, qui sont destinées à accueillir des touristes occidentaux, Intershop propose l'achat de produits via le service de chambre.
Plus tard, des Intershops ont été ouverts aux postes frontières, aux arrêts des Autobahn, aux gares ferroviaires, gares routières, terminaux de ferry, et aéroports. Un symbole du besoin de la RDA en devises est le kiosque Intershop dans la station du métro de Berlin Friedrichstraße, près du Tränenpalast, spécialement créé pour les Berlinois de l'Ouest qui n'avaient pas besoin de passer par le poste frontière pour en profiter. Les achats étaient payables en francs suisses, livres sterling, dollars américains, mais surtout en marks ouest-allemands. La plupart des marchandises étaient produites en Allemagne de l'Est uniquement pour la vente à l'Ouest et n'étaient pas disponibles à qualité égale en RDA. 

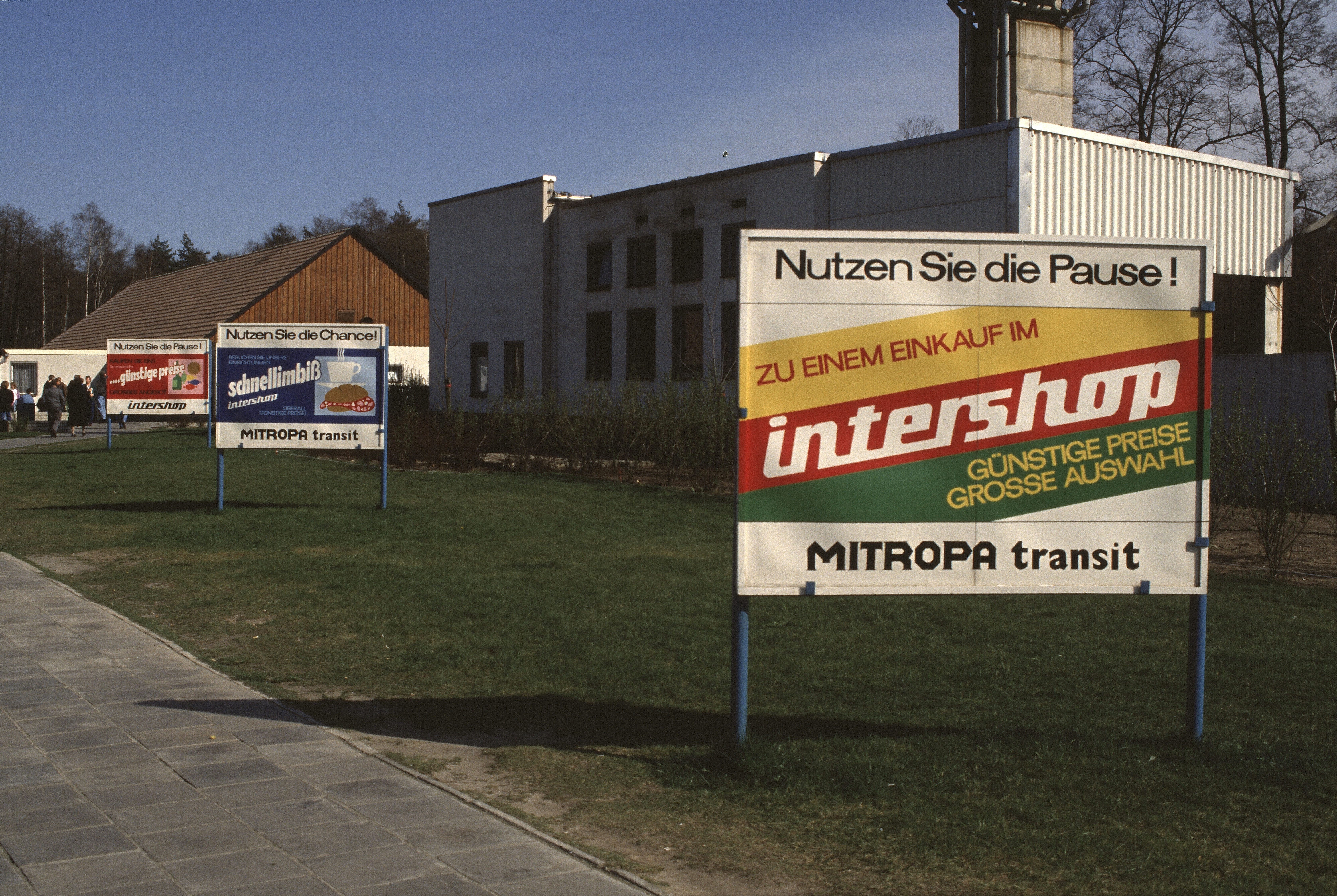
Une publicité pour les Intershops sur une route de RDA.

Jusqu'en 1974, les citoyens de la RDA n'étaient pas autorisés à détenir des devises étrangères. Par décret du Conseil des Ministres de la RDA, cette interdiction est assouplie, et les Allemands de l'Est ont le droit de consommer dans la plupart des Intershops, à l'exception de ceux sur les aires d'autobahn ou « Transitshops »,  qui demandaient des passeports de pays non-socialistes. De même, les boissons alcoolisées, le café, le tabac, les vêtements de marque, les montres et les produits de luxe nécessitaient un passeport étranger. Ces produits étaient bien moins chers qu'en Allemagne de l'Ouest, alors que ceux qui auraient intéressé les Allemands de l'Est étaient assez chers. Le seul moyen pour un citoyen est-allemand de disposer de devises était de recevoir des dons, généralement de la famille en Allemagne de l'Ouest, ou bien de travailler dans des pays occidentaux et d'être payé en devises. En 1974, il y avait 271 Intershops.
Pour les Allemands de l'Est qui ne disposent pas de devises, 300 magasins Exquisit à partir de 1962 et 550 Delikat à partir de 1976 vendent au prix fort mais en Mark est-allemand des produits majoritairement d'origine nationale mais indisponibles dans les supermarchés d'état. Ces magasins étaient destinés à donner accès à des biens de qualité tout en absorbant le surplus de pouvoir d'achat.
En 1977, Erich Honecker déclare « Ces boutiques ne sont évidemment pas des compagnons permanents du socialisme. Mais nous ne pouvons pas ignorer le fait que le nombre croissant de visiteurs nous rapporte beaucoup plus de devises qu'avant. » en réponse à la critique sur les inégalités causées par les Intershops. Dans ce même discours, il défend l'entrée de ressortissants de pays capitalistes en RDA « bien sûr, nous n'avons pas négligé le fait que les citoyens de la République Démocratique allemande qui n'ont pas de tels fonds sont désavantagés, dans un certain sens, par rapport à ceux qui ont cette monnaie à leur disposition ». Il déclare à propos des 9,5 millions de visiteurs annuels, « qui mangent avec nous, généralement passent la nuit et évidemment ont aussi de l'argent dans leurs poches. Avec les Intershops, nous avons créé la possibilité que ces fonds restent avec nous dans le pays. ».

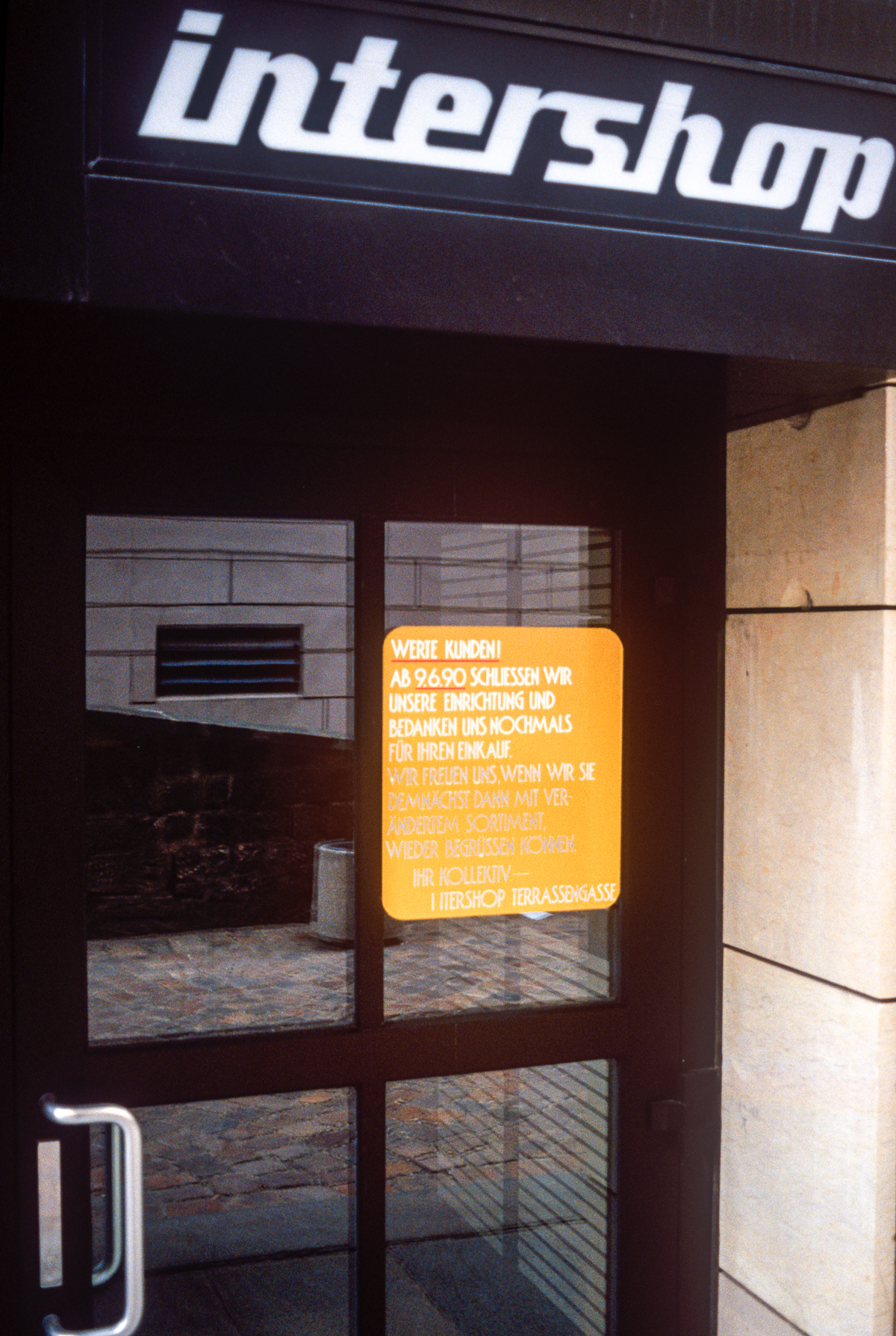
Cet Intershop disparu, situé à Dresde, a fermé ses portes en juin 1990 en annonçant aux clients une prochaine réouverture avec de nouvelles offres de produits.

À partir d'avril 1979, il devient obligatoire pour les Allemands de l'Est de convertir leurs devises à la banque d'État pour des Forumscheck libellés en Deutsche Mark. Le Forum Außenhandelsgesellschaft mbH responsable de la gestion des Intershops emploie alors 900 personnes. Avec l'introduction des Forumscheck, le chiffre d'affaires d'Intershop est passé à 774 millions d'euros en 1979, puis 896 en 1978. À partir de 1985, plus d'un milliard de DM sont récoltés. À titre de comparaison, la dette extérieure de la RDA s'élevait à 26,5 milliards de dollars à la fin des années 1980, ce qui a été compensé par les soldes créditeurs et les créances du Groupe de 15,7 milliards de dollars américains. L'empire KoKo sous la direction d'Alexander Schalck-Golodkowski, qui possédait également la chaîne Intershop, a apporté une contribution considérable à l'économie est-allemande.
Dans les années 1980, il y avait 380 magasins Intershops pour plusieurs milliards de DM de revenus annuels. La Stasi suivait de près le fonctionnement des Intershops, les employés des magasins ayant souvent un lien avec les autorités. Dans certains magasins, des caméras de surveillance étaient posées, et au début les passeports étaient contrôlés. Le transport des marchandises était surveillé, ce qui n'empêchait pas de nombreux cas de vols, qui impliquaient souvent les propres employés des Intershops. À partir des années 1980, les employés sont payés en partie en devises et doivent remettre leurs pourboires, dans le but de lutter contre les vols.
Les Intershops sont fermés à la réunification de l'Allemagne en 1990.
Comme la photographie était interdite dans les Intershops, seul un petit nombre de photographies de ces magasins subsiste, la plupart dans les archives de la Stasi. Le photographe ouest-allemand Günter Schneider a cependant pris plusieurs photos d'Intershops alors qu'il travaillait sur les couloirs de transit avec l'Allemagne de l'Est.